# ママドゥ・ラミン・ルム
ママドゥ・ラミン・ルム（Mamadou Lamine Loum、1952年2月3日 - ）は、セネガル共和国の政治家。1998年 7月3日から2000年4月5日まで首相を務めた。セネガル社会党 (PS)党員。